# 托比·斯坦利
托比·斯坦利（英語：Toby Stanley；1992年4月9日—）是一位美國跳水運動員。他曾就讀於杜克大學。從2010年開始，他代表美國國家跳水隊參加賽事。